# Jean Hubert Rozet
Pour les articles homonymes, voir Rozet.
Jean Hubert Rozet est un homme politique français né le 24 janvier 1755 à Joinville (Champagne) et décédé à une date inconnue.

## Biographie
Maître de forges, il est député de la Haute-Marne en 1815, pendant les Cent-Jours. Son mandat commence le 15 mai 1815 et se termine le 13 juillet 1815.

## Sources
- « Jean Hubert Rozet », dans Adolphe Robert et Gaston Cougny, Dictionnaire des parlementaires français, Edgar Bourloton, 1889-1891 [détail de l’édition]